# Giải bóng đá hạng tư quốc gia Cộng hòa Síp 1995–96
Giải bóng đá hạng tư quốc gia Cộng hòa Síp 1995–96 là mùa giải thứ 11 của giải bóng đá hạng tư Cộng hòa Síp. Iraklis Gerolakkou giành danh hiệu thứ 2. Ba đội đầu bảng thăng hạng Giải bóng đá hạng ba quốc gia Cộng hòa Síp 1995–96. Ba đội cuối bảng xuống chơi ở các giải khu vực.